# Адрія Енґел
Адрія Енґел (англ. Adria Engel; нар. 21 грудня 1979) — колишня американська тенісистка.
Найвищу одиночну позицію світового рейтингу — 296 місце досягла 12 жовтня, 1998, парну — 218 місце — 12 жовтня, 1998 року.
Здобула 2 одиночні та 3 парні титули туру ITF.

## Фінали ITF
| Турніри $25,000 |
| Турніри $10,000 |

### Одиночний розряд: 6 (2–4)
| Результат | Ранг | Дата            | Турнір                     | Покриття | Суперниця         | Рахунок       |
| --------- | ---- | --------------- | -------------------------- | -------- | ----------------- | ------------- |
| Поразка   | 1.   | 26 березня 1995 | ITF Монтеррей, Мексика     | Тверде   | Сілвія Шенк       | 5–7, 7–5, 1–6 |
| Перемога  | 1.   | 17 серпня 1997  | ITF Маргарита, Венесуела   | Тверде   | Міріам Д'Агостіні | 7–6(4), 6–4   |
| Поразка   | 2.   | 24 травня 1998  | ITF Коацакоалькос, Мексика | Тверде   | Аліна Жидкова     | 3–6, 1–6      |
| Поразка   | 3.   | 25 червня 2000  | ITF Істон, США             | Тверде   | Джакелін Трейл    | 6–4, 2–6, 1–6 |
| Перемога  | 2.   | 2 липня 2000    | ITF Спрингфілд, США        | Тверде   | Chang Kyung-mi    | 6–2, 6–3      |
| Поразка   | 4.   | 24 червня 2001  | ITF Монреаль, Канада       | Тверде   | Аояма Каорі       | 1–6, 7–5, 3–6 |

### Парний розряд: 9 (3–6)
| Результат | Ранг | Дата           | Турнір                     | Покриття | Партнерка                   | Суперниці                      | Рахунок          |
| --------- | ---- | -------------- | -------------------------- | -------- | --------------------------- | ------------------------------ | ---------------- |
| Перемога  | 1.   | 22 жовтня 1995 | ITF Жуе-ле-Тур, Франція    | Тверде   | Eva Belbl                   | Cécile De Winne Celine Regnier | 6–7(5), 6–2, 6–2 |
| Перемога  | 2.   | 10 травня 1998 | ITF Тампіко, Мексика       | Тверде   | Аліна Жидкова               | Паула Кабесас Ванесса Менга    | 7–6, 7–5         |
| Поразка   | 1.   | 17 травня 1998 | ITF Поса-Ріка, Мексика     | Тверде   | Жидкова Аліна Володимирівна | Паула Кабесас Ванесса Менга    | 6–3, 2–6, 2–6    |
| Поразка   | 2.   | 24 травня 1998 | ITF Коацакоалькос, Мексика | Тверде   | Жидкова Аліна Володимирівна | Паула Кабесас Ванесса Менга    | 3–6, 2–6         |
| Поразка   | 3.   | 21 червня 1998 | ITF Маунт-Плезант, США     | Тверде   | Карін Пальме                | Кері Фебус Ванесса Вебб        | 2–6, 1–6         |
| Поразка   | 4.   | 2 травня 1999  | ITF Коацакоалькос, Мексика | Тверде   | Алена Пауленкова            | Мелоді Фалько Джоелл Шад       | 1–4 ret.         |
| Перемога  | 3.   | 1 липня 2001   | ITF Лашін, Канада          | Тверде   | Аліенор Трісеррі            | Ayano Takeuchi Томоко Йонемура | 6–2, 6–1         |
| Поразка   | 5.   | 30 червня 2002 | ITF Лашін, Канада          | Тверде   | Крістіна Крашевскі          | Окамото Сейко Кацумі Сідзу     | w/o              |
| Поразка   | 6.   | 15 червня 2003 | ITF Аллентаун, США         | Тверде   | Келлі Маккейн               | Ілк Джерс Суріна Де Беер       | 7–6(4), 3–6, 3–6 |